# اقتصاد بانکاشی
اقتصاد بانکاشی (İktisat Bankası T.A. Ş.) شرکت خدمات مالی و بانکداری ترکیه‌ای است، که در سال ۱۹۲۷ تأسیس شد.